# Rue de Lyon (Saint-Étienne, ancienne)
Pour les articles homonymes, voir Rue de Lyon.
La rue de Lyon est une ancienne voie de Saint-Étienne.

## Situation
Cet ancien axe historique de la ville de Saint-Étienne, au cœur du faubourg Est, menait du centre historique de Saint-Étienne jusqu'au seuil de la Montat (actuelle place Fourneyron) est aujourd'hui formé par l'extrémité est de la place du Peuple et regroupant les actuelles avenue de la Libération / rue Pierre-Bérard et Élise-Gervais.

## Origine du nom
Elle porte le nom de la ville de Lyon à laquelle elle conduisait. La dénomination « rue de Lyon » est attribuée aujourd'hui à un autre axe situé dans le quartier de Terrenoire.

## Historique
Elle constituait l'artère principale de la ville le long de la route royale de Lyon au Puy. Le faubourg qui se développe le long de l'axe est souvent mentionné sous le nom de faubourg Sainte-Marie. C'était un faubourg moins populaire que Tarentaize ou Polignais, où l'on trouve à la fin du XVIIe siècle de nombreux commerces et des artisans.
En 1793, lors du soulèvement de Lyon contre la Convention nationale, elle fut le théâtre d'affrontements entre les Jacobins stéphanois alliés aux troupes de la Convention et les troupes lyonnaises qui occupaient la ville. Cette insurrection précipita la déroute des troupes fédéralistes.
Au XXe siècle, elle faisait partie de l'ancienne route nationale 88.

### XIXesiècle
Longeant le quartier de l'ancien hôpital, c'est alors une rue longue, sinueuse, dangereuse et engorgée par le trafic vers le Rhône, large d'à peine 3,5m par endroits.
Elle se voit percée à deux reprises selon le plan en damier Pierre-Antoine Dalgabio et doublée au nord dès 1819 par la rue Royale (actuelle rue de la République). Avec le basculement de l'axe de développement de la ville, elle perd son rôle d'axe principal au profit de l'axe nord-sud (percement de Grand’rue).

### XXesiècle
1905 : Les grands travaux de percement de l'avenue du Président Faure (actuelle avenue de la Libération) comme symbole de l'ouverture vers la vallée du Rhône, la relèguent au rang de rue secondaire.

## Bâtiments remarquables et lieux de mémoire
- Ensemble d'immeubles pré-haussmaniens (période Louis-Philippe)
- Boutique du début XXe siècle.
- Maisons à cours (exposées plein Sud)
- Ateliers-fabriques (vêtements de travail, lampes de mines)
- Maisons du XVIIe siècle
- Église Sainte-Marie
- Irrégularité de l'élévation des toits.

## Sources
- M. Bonilla, F. Thomas, D. Vallat, Cartes et Plans, Saint-Étienne du XVIIIe siècle à nos jours : 200 ans de représentation de la ville industrielle, centre d'études foréziennes, 1989.
- Tarentaize Enquête d'identité, Archives municipales de Saint-Étienne.